# Lasioglossum corvinum
Lasioglossum corvinum är en biart som först beskrevs av Morawitz 1876.  Lasioglossum corvinum ingår i släktet smalbin, och familjen vägbin. Inga underarter finns listade i Catalogue of Life.